# Whitehills
 (janvier 2024).
Ne doit pas être confondu avec Whitehill.
Whitehills est un village situé dans l'Aberdeenshire, en Écosse.